# Fryderyk II Wirtemberski-Neuenstadt
Fryderyk Wirtemberski (ur. 19 grudnia 1615, Stuttgart, zm. 24 marca 1682, Neuenstadt am Kocher) – książę Wirtembergii-Neuenstadt.
Syn księcia Jana Fryderyka Wirtemberskiego i Barbary Zofii Hohenzollern.
Uczęszczał do szkoły w Tybindze. Jego ojciec zmarł w 1628 roku. Opiekę nad dziećmi Jana sprawował jego brat Ludwik.
Od 1630 roku Fryderyk podróżował do Strasburga, Bazylei, Lyonu tam dostał wysokiej gorączki i musiał wracać do domu. Po dwóch latach wyruszył ponownie, tym razem do Francji Włoch i Anglii.
Po klęsce bitwy pod Nördlingen Fryderyk udał się do Wiednia, prosząc cesarza Ferdynanda II o zwrot ziem, jakie zostały zabrane Wirtembergom.
Brat Fryderyka książę Eberhard III Wirtemberski po złożeniu hołdu nowemu cesarzowi Ferdynandowi III odzyskał utraconą ziemie. Od 1638 roku Fryderyk służył w wojsku księcia Bernarda Weimarskiego.
Po podpisaniu pokoju westfalskiego wrócił do ojczyzny, gdzie otrzymał od brata tytuł księcia Wirtembergii-Neuenstadt.
7 czerwca 1652 roku ożenił się z Klarą Augustą von Braunschweig. Para miała 12 dzieci:
- Fryderyk August (1654-1716)
- Ulryk (1655)
- Eberhard (1656)
- Albrecht (1657-1670)
- Zofia Dorota (1658-1681)
- Ferdynand Wilhelm (1659-1701)
- Anton Ulryk (1661-1680)
- Barbara Augusta (1663-1664)
- Eleonora Charlotta (1664-1666)
- Krzysztof (1666)
- Karol Rudolf (1667-1742)
- Anna Eleonora (1669-1670)

W 1666 roku otrzymał od króla Danii Fryderyka III Order Słonia, od 1676 roku był generałem w czasie wojny holenderskiej, jednak nie brał czynnego udziału w walkach.
W 1677 roku umiera książę Wilhelm Ludwik Wirtemberski pozostawiając 16 letniego syna Eberharda Ludwika. Cesarz Leopold I Habsburg przekazuje opiekę nad małoletnim księciem Fryderykowi Karolowi (który jest dla chłopca wujem), a nie Fryderykowi (który jest najstarszym męskim członkiem rodziny).